# Lapai
Lapai est une zone de gouvernement local et un état traditionnel de l'État de Niger au Nigeria,.

## Liste des émirs de Lapai
1. Da'udu Maza dan Jaura (1825-1832)
2. Yamuza de Jaura (1832-1835)
3. Baji dan Jaura (1835-1838)
4. Jantabu de Jaura (1838-1874)
5. `Atiqu dan Jantabu (1874-1875)
6. Bawa et Jantabu (1875-1893)
7. `Abd al-Qadiri dan (1893-1907)
8. Ibrahim dan Jantabu (1907-1923)
9. `Aliyu Gana dan `Abd al-Qadiri (1923-avril 1937)
10. `Umaru dan Ibrahim (1937-novembre 1954)
11. Muhammadu Kobo et `Aliyu Gana (1954-13 juin 2002)
12. Umaru Bago Tafida (Depuis le 10 août 2002)

## Source
- (en) Cet article est partiellement ou en totalité issu de l’article de Wikipédia en anglais intitulé « Lapai » (voir la liste des auteurs).